# Luis Sambucetti
Luis Nicolás Sambucetti (Montevideo, 29 de julio de 1860-ibídem, 7 de noviembre de 1926) fue un músico y compositor uruguayo.

## Biografía
Sus padres fueron el compositor italiano Luis Sambucetti y Claudina Giribaldi, inició los estudios de violín junto a su padre. A los 25 años viajó a París para realizar estudios junto a destacados maestros de la época como Teodoro Dubois, quien fuera Director de Conservatorio de Música de París.
Fue Director técnico y profesor del Instituto Verdi donde brindó clases a numerosos estudiantes de los cuales resaltaron músicos destacados como Vicente Ascone. Fue Director de la Orquesta Nacional durante varias temporadas de conciertos. En 1887 obtuvo en París, mediante concurso de oposición, un puesto de primer violín en la célebre orquesta de conciertos de Chatelet, dirigida en aquel momento por el maestro Eduardo Colonne.
En 1885 fundó una revista llamada Montevideo Musical que fue editada por más de 50 años.
En la rambla de Montevideo, en el barrio de Pocitos se  alza  un busto en bronce que perpetúa su memoria.

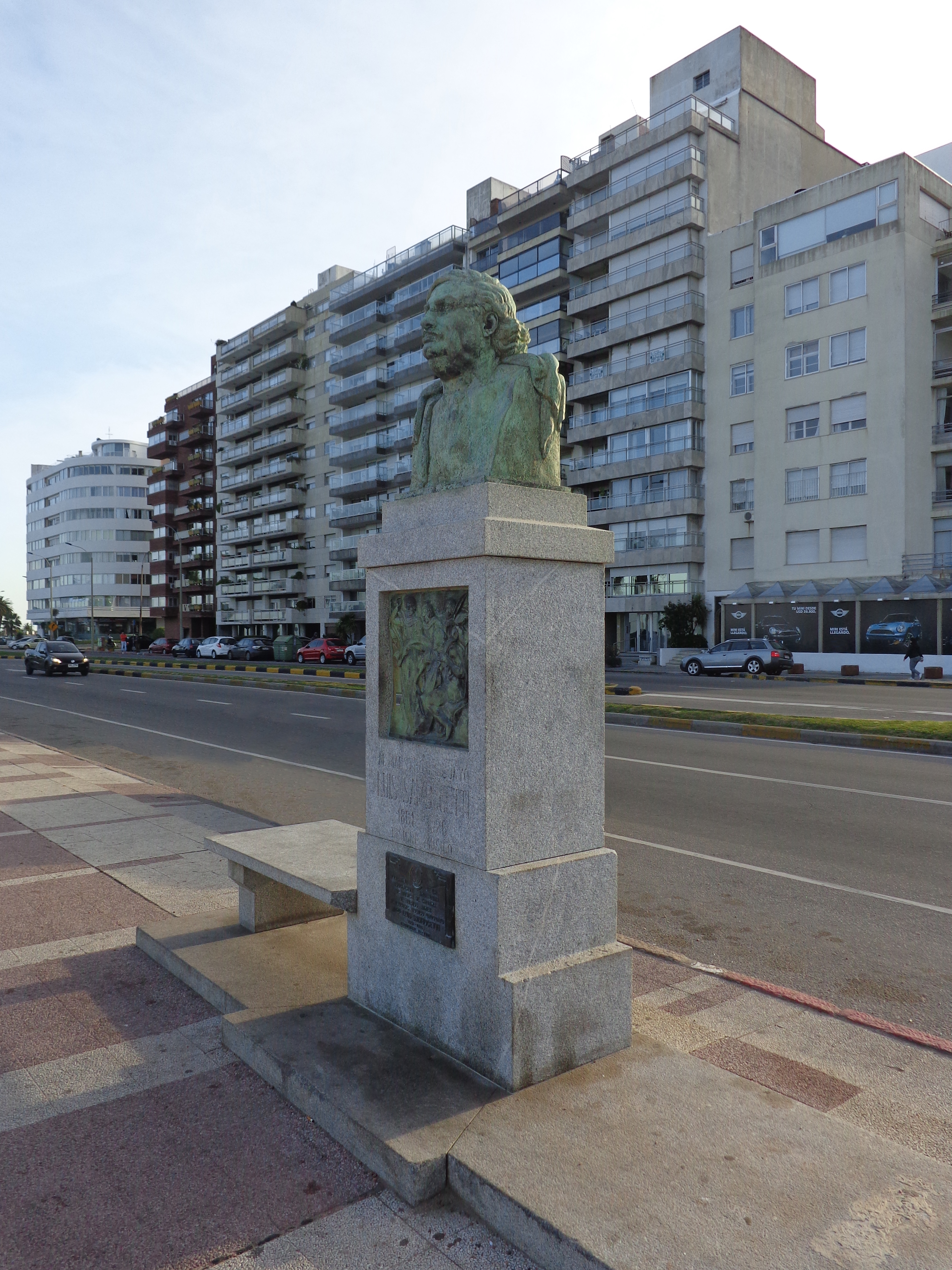
Luis Nicolás Sambucetti

## Obras
- San Francisco de Assis, ópera, con letra de Benjamín Fernández y Medina en 1910
- Colombinson, opereta en 2 actos, con letra de Nicolás Granada en 1893[2]